# Leon Richter

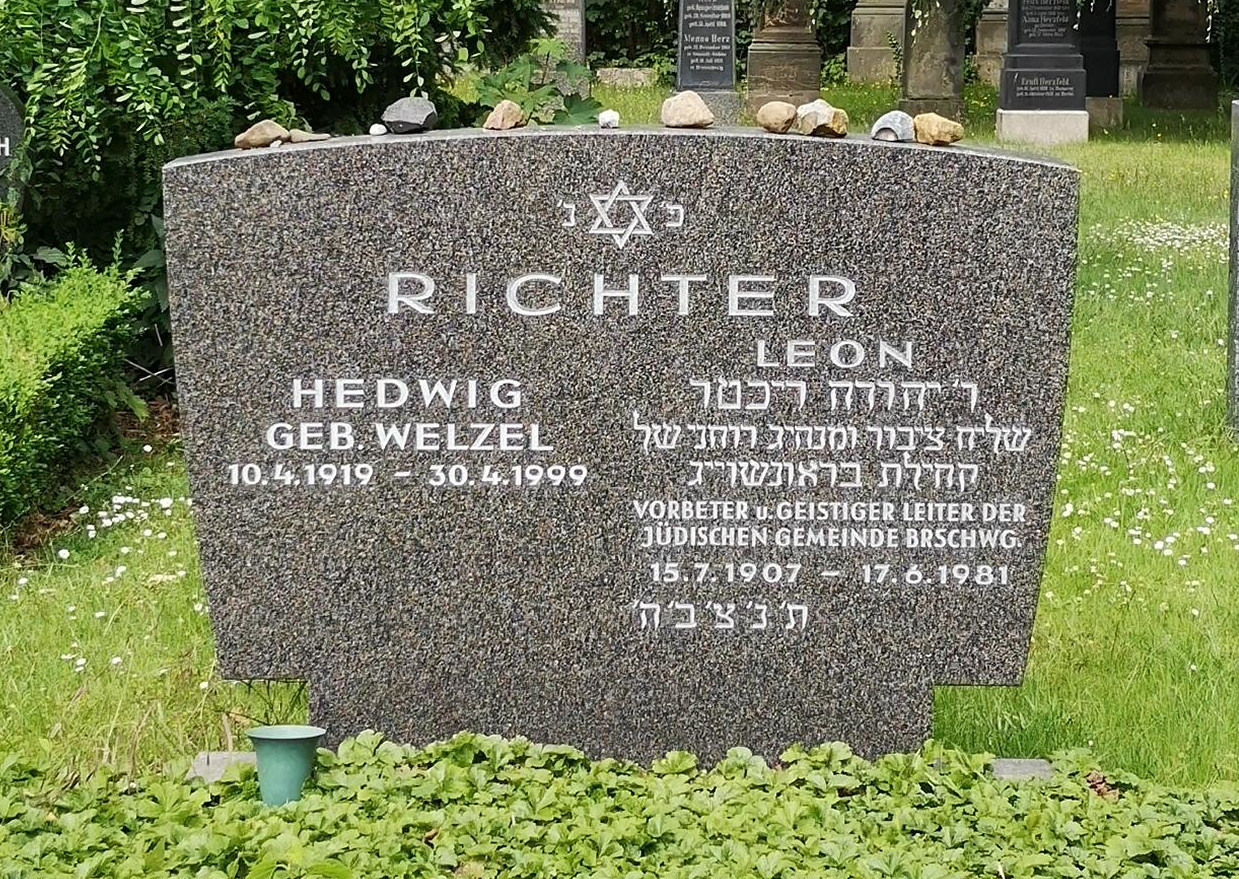
Richters Grab auf dem Jüdischen Friedhof in Braunschweig

Leon Richter (geboren als Juda Leib Richter false Brüh, hebräisch יהודה לייב ריכטר; am 15. Juli 1907 in Przeworsk, Galizien, Österreichisch-Ungarische Monarchie; † 17. Juni 1981) war ein deutsch-polnisch-österreichischer Kaufmann, Vorbeter, Rabbiner, geistiger Leiter und Ehrenvorsitzender der Jüdischen Gemeinde Braunschweig. Er überlebte die Schoah durch die Arbeit in der Fabrik von Oskar Schindler.

## Kindheit, Jugend und Ausbildung (1907–1938)
Richter wuchs in Przeworsk in einer jüdisch-orthodoxen Familie auf als Kind von Schimon Richter false Brüh und Frida Gröschler recte Rinder. Seine Muttersprache war jiddisch und er hatte 5 Geschwister. Zu Beginn des Ersten Weltkriegs 1914 wurde Galizien vom Russischen Kaiserreich angegriffen und die Familie floh in das Landesinnere Österreich-Ungarns und hielt sich u. a. in Proßnitz auf, dem heutigen Tschechien. Mit der Gründung der Tschechoslowakei 1918 mussten jüdische Flüchtlinge das Land verlassen und die Familie wanderte nach Bielitz im Teschener Schlesien. Nach dem Zerfall Österreich-Ungarns wurde Richter dort gegen seinen Willen als Pole eingebürgert. 1927 heiratete er Fani Willner. Aus der Ehe gingen die Kinder Simon, Adela Estera, Isak und Chaim hervor. Richter schloss 1929 eine kaufmännische Lehre ab und betrieb einen Milch-, Butter- und Eier-Großhandel in der Hauptstr. 65 in Bielitz.

## Politische Verfolgung (1939–1945)
Am 10. Oktober 1939 wurden Richters Vermögen, Wohnung und Geschäft durch die Nazibehörden beschlagnahmt. Die Familie wurde ausgesiedelt und Richter wurde in das Ghetto Krakau eingeliefert. Von dort aus leistete er Zwangsarbeit bei Straßenarbeiten in Krakau, im Rüstungsbetrieb Krakau-Podgorz, im Arbeitslager Pustków des SS-Truppenübungsplatzes Heidelager und in der Ziegeleifabrik Plaszowiank in Reichshof. Am 31. Dezember 1941 wurde er verhaftet und in das KZ Plaszow eingeliefert. Seine Frau und Kinder wurden zwischen dem 30. April 1943 und dem 15. Mai 1943 im Ghetto Przemysl ermordet. Im Oktober 1944 wurde er mit einem kurzen Aufenthalt im KZ Groß-Rosen in das KZ-Außenlager Brünnlitz verlegt, wo er mit der Häftlingsnummer 69359 registriert wurde. Die sowjetische Armee erreichte das Lager am 8. Mai 1945 und befreite am 25. Mai die Gefangenen. Richter überstand die Schoah mit schweren Verletzungen.

## Nach 1945
Nach der Befreiung 1945 wurde Richter Vorsteher der Jüdischen Gemeinde Glatz. Im Juni 1947 zog er aufgrund der Vertreibung der Deutschen aus Schlesien nach Klein Vahlberg in Niedersachsen, wo er im darauffolgenden September Hedwig Welzel (1919–1999) heiratete. Das Ehepaar hatte zwei Söhne. Ab März 1948 betrieb er in Schöppenstedt eine Tischlerei, Sägewerk und Zimmerei.

## Jüdische Gemeinde Braunschweig

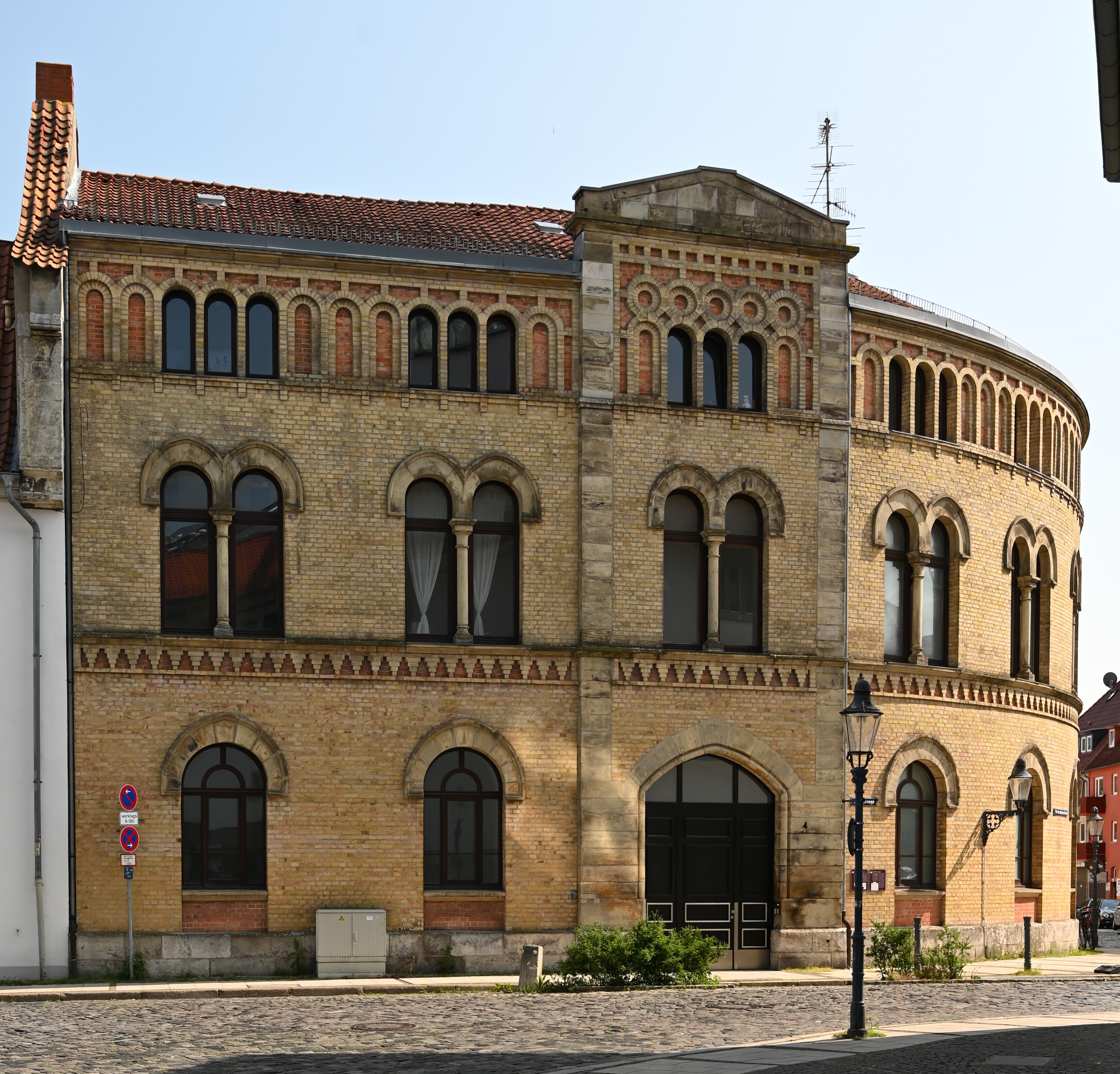
Das jüdische Gemeindehaus in Braunschweig

Richter engagierte sich stark in der Jüdischen Gemeinde Braunschweig und nahm verschiedene Ämter wahr. Ab 1954 leitete er die Gemeinde als Vorbeter im Gottesdienst in einem polnisch-orthodoxen Ritus. 1958 wurde er zum Repräsentant der Jüdischen Gemeinde Braunschweig gewählt. 1963 war er stellvertretender Vorsitzender und ab September 1964 geschäftsführender Vorstand der Jüdischen Gemeinde, bis er 1972 bereits zum Ehrenvorsitzenden ernannt wurde. Richter starb 1981 und wurde auf dem Jüdischen Friedhof in Braunschweig beigesetzt. Die Trauerrede hielt Gábor Lengyel.